# Buros
Buros – miejscowość i gmina we Francji, w regionie Nowa Akwitania, w departamencie Pireneje Atlantyckie.
Według danych na rok 1990 gminę zamieszkiwało 1155 osób, a gęstość zaludnienia wynosiła 84 osób/km² (wśród 2290 gmin Akwitanii Buros plasuje się na 374. miejscu pod względem liczby ludności, natomiast pod względem powierzchni na miejscu 832.).